# Ferrocarril Múrmansk-Níkel
El Ferrocarril Múrmansk–Níkel es un ferrocarril de 206 km de longitud situado entre Múrmansk y Níkel en el óblast de Múrmansk, Rusia, que es usado principalmente para el transporte de níquel desde la mina de Níkel, aunque también está abierto a los pasajeros. El ferrocarril no está electrificado.

## Expansión propuesta
El consorcio noruego Kirkenes World Port Group ha propuesto conectar el ferrocarril Kirkenes-Bjørnevatnbanen, ferrocarril minero que sirve al puerto de Kirkenes, libre de hielos. Esta conexión, de unos 40 km, se realizaría en Zapoljarnij, permitiendo a los rusos acceder al puerto noruego con el fin de descongestionar el tráfico en Múrmansk. Hasta el momento no hay acuerdo por parte de Rusia, que ha ampliado el puerto de Múrmansk.